# William Horsley
William Horsley (ur. 15 listopada 1774 w Londynie, zm. 12 czerwca 1858 tamże) – brytyjski kompozytor i organista.

## Życiorys
W wieku 16 lat podjął naukę u organisty Theodore’a Smitha. Następnie został uczniem Johna Callcotta, którego córkę poślubił w 1813 roku. Od 1793 do 1802 roku pełnił funkcję organisty Ely Chapel w Holborn. W 1797 roku został członkiem Royal Society of Musicians. Był współzałożycielem istniejącego w latach 1798–1847 towarzystwa chóralnego Concentores Sodales. W 1800 roku na podstawie anthemu When Israel Came Out of Egypt Uniwersytet Oksfordzki przyznał mu bakalaureat z muzyki. Był organistą Asylum for Female Orphans (1802–1854), Belgrave Chapel (1812–1837) i Charter House (1838–1858). W 1813 roku należał do grona założycieli Philharmonic Society. W 1829 roku poznał przebywającego wówczas w Londynie Felixa Mendelssohna, z którym zaprzyjaźnił się. W 1847 roku został członkiem Królewskiej Akademii Muzycznej w Sztokholmie.
Zasłynął przede wszystkim jako twórca pieśni typu glees, opublikował 5 zbiorów (1801, 1804, 1806, 1811, 1827). Jego utwory zdobyły sobie popularność ze względu na duży ładunek emocjonalny i prostotę faktury kontrapunktycznej. Jego hymny Belgrave (1819) i Horsley (1844) weszły do użytku liturgicznego w Kościele Anglii. Opublikował prace An Explanation of the Music Intervals (Londyn 1825) i An Introduction to the Study of Practical Harmony and Modulation (Londyn 1847). Prezentował w nich konserwatywne stanowisko, akceptując jedynie tradycyjne reguły harmonii.
Jego synem był Charles Edward Horsley.